# Comuna Crâmpoia, Olt
Crâmpoia este o comună în județul Olt, Muntenia, România, formată din satele Buta și Crâmpoia (reședința).

## Stemă
Descrierea stemei:

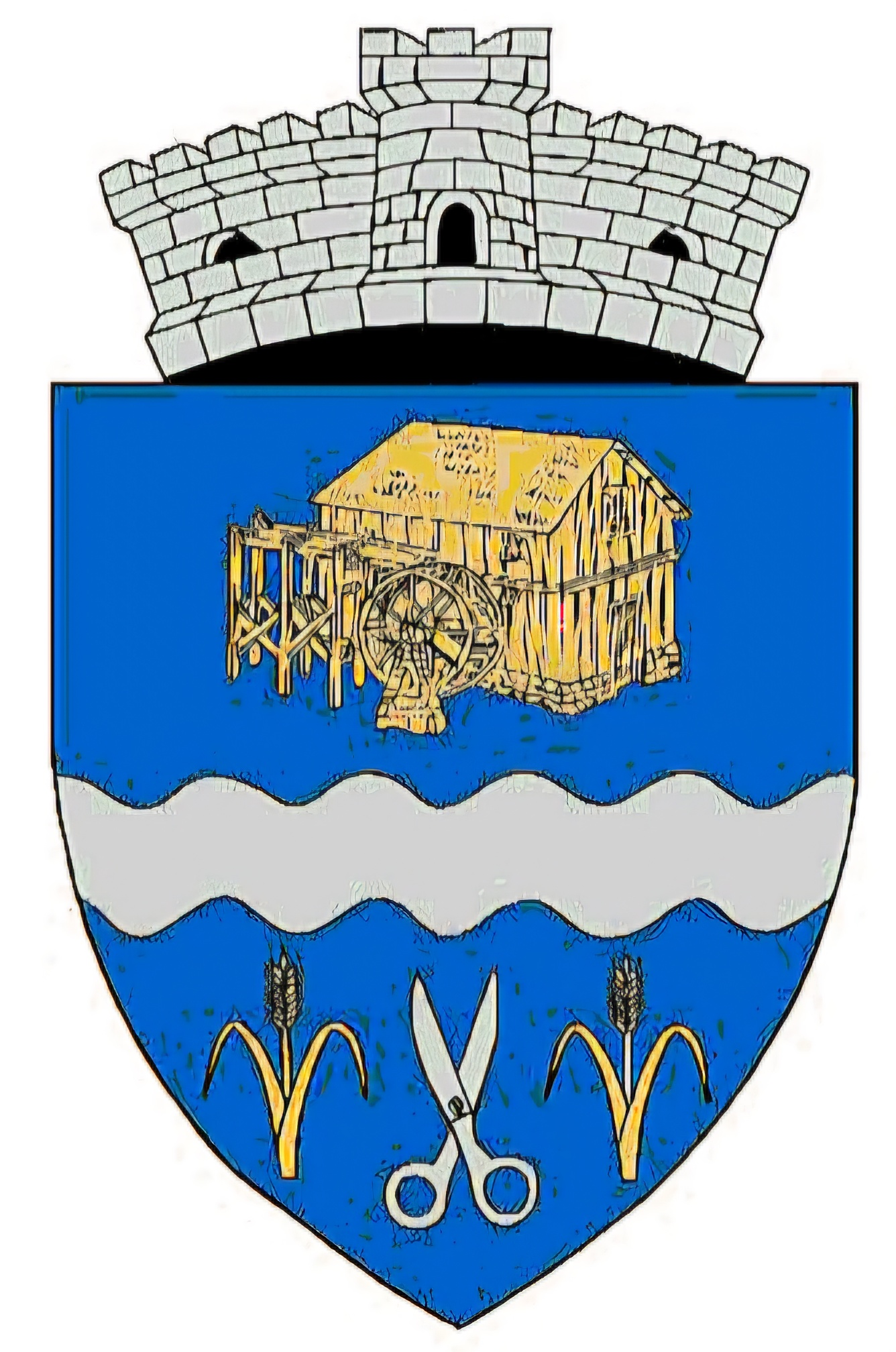
Stema Comunei Crâmpoia

Stema comunei Crâmpoia, potrivit anexei nr. 1.1, se compune dintr-un scut triunghiular albastru cu marginile rotunjite, tăiat de o fascie undată.În partea superioară se află clădirea unei mori de apă, văzută 3/4 stânga (semiprofil), cu acoperiș în două ape, o ușă de intrare așezată frontal și două ferestre, una plasată deasupra ușii de intrare, alta pe latura vizibilă, spre stânga. Clădirea este din scânduri, așezate pe un brâu de piatră. Pe latura vizibilă se află roata de moară, cu spițe și pale, montată într-un suport de piatră, trapezoidal. Pe aceeași latură, în continuarea roții de moară, spre dreapta, este plasată o schelă de lemn, formată din șase stâlpi paraleli și contravântuiți, pe care este așezat scocul morii. Totul este de aur.În vârful scutului se află o foarfecă de argint, flancată de două spice de grâu, de aur.Scutul este timbrat de o coroană murală de argint cu un turn crenelat.
Semnificațiile elementelor însumate:
Moara reprezintă moara din localitate.
Cele două spice de grâu simbolizează principala ocupație a locuitorilor, agricultura, iar numărul lor indică numărul satelor componente ale localității.
Foarfeca face trimitere la fabrica de confecții de pe teritoriul localității.
Brâul undat simbolizează râurile Vedea și Dorofei, care străbat comuna.
Coroana murală cu un turn crenelat semnifică faptul că localitatea are rangul de comună.

## Demografie
Componența etnică a comunei Crâmpoia
     Români (96,77%)
     Alte etnii (0,15%)
     Necunoscută (3,08%)
Componența confesională a comunei Crâmpoia
     Ortodocși (96,62%)
     Alte religii (0,06%)
     Necunoscută (3,32%)
Conform recensământului efectuat în 2021, populația comunei Crâmpoia se ridică la 3.345 de locuitori, în scădere față de recensământul anterior din 2011, când fuseseră înregistrați 3.651 de locuitori. Majoritatea locuitorilor sunt români (96,77%), iar pentru 3,08% nu se cunoaște apartenența etnică. Din punct de vedere confesional, majoritatea locuitorilor sunt ortodocși (96,62%), iar pentru 3,32% nu se cunoaște apartenența confesională.

## Politică și administrație
Comuna Crâmpoia este administrată de un primar și un consiliu local compus din 13 consilieri. Primarul, Ionel Mirea[*], de la Partidul Social Democrat, este în funcție din 2012. Începând cu alegerile locale din 2024, consiliul local are următoarea componență pe partide politice:
|  | Partid                          | Consilieri | Componența Consiliului | Componența Consiliului | Componența Consiliului | Componența Consiliului | Componența Consiliului | Componența Consiliului | Componența Consiliului | Componența Consiliului | Componența Consiliului |
|  | ------------------------------- | ---------- | ---------------------- | ---------------------- | ---------------------- | ---------------------- | ---------------------- | ---------------------- | ---------------------- | ---------------------- | ---------------------- |
|  | Partidul Social Democrat        | 9          |                        |                        |                        |                        |                        |                        |                        |                        |                        |
|  | Partidul Național Liberal       | 2          |                        |                        |                        |                        |                        |                        |                        |                        |                        |
|  | Alianța pentru Unirea Românilor | 2          |                        |                        |                        |                        |                        |                        |                        |                        |                        |